# Glenn Curtiss

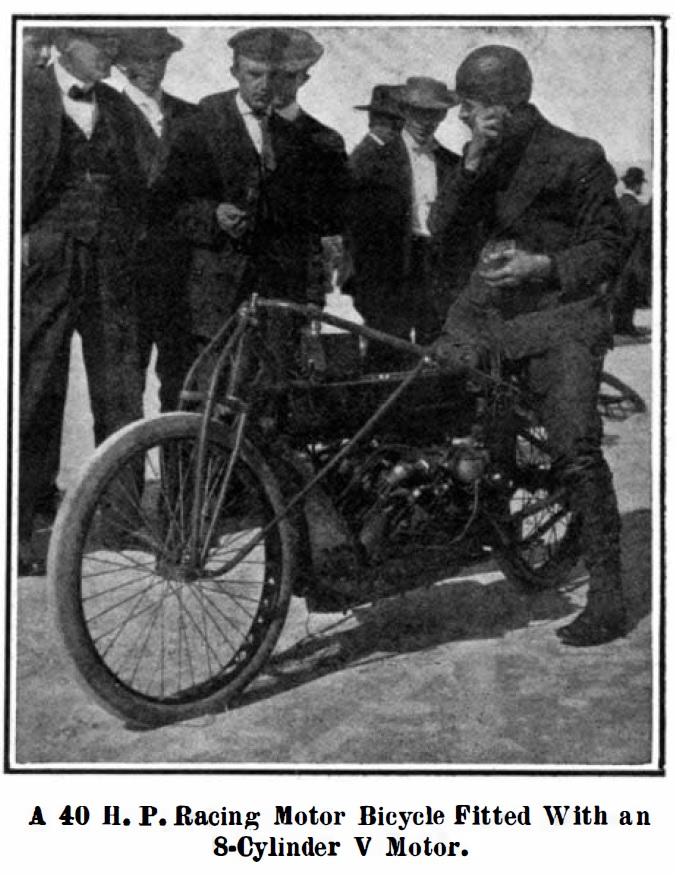
Curtiss sobre su motocicleta V-8 (1907)

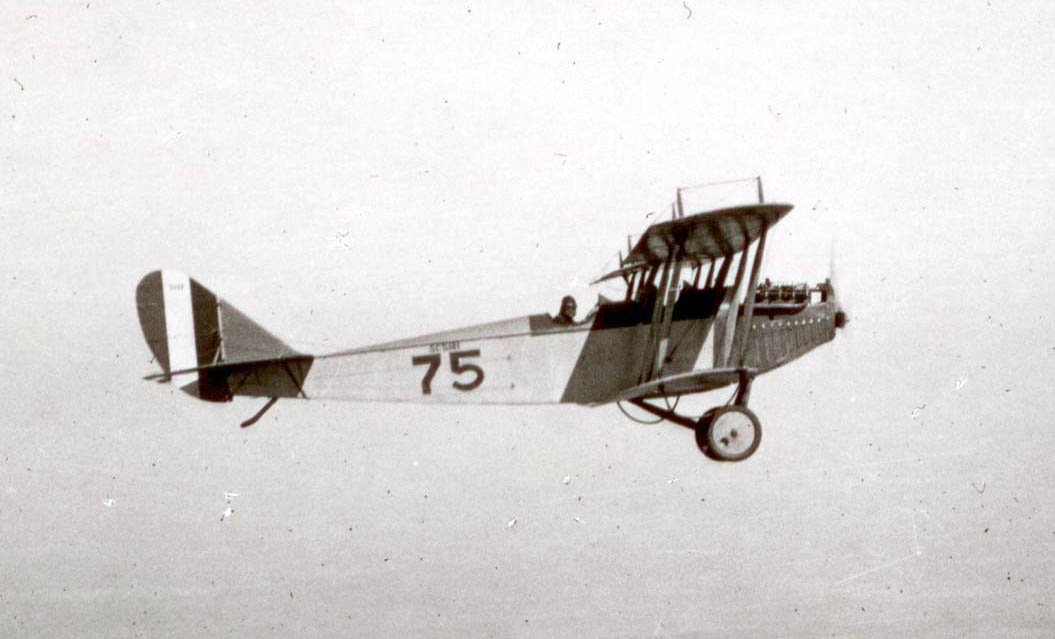
Un Curtiss JN-4 (Jenny) en un vuelo durante la Primera Guerra Mundial

Glenn Curtiss (Hammondsport, Nueva York, Estados Unidos, 21 de mayo de 1878 - Buffalo, Nueva York, Estados Unidos, 23 de julio de 1930), fue un fabricante y diseñador de motores y aeroplanos estadounidense, también conocido por sus logros como aviador y piloto de motocicletas.

## Semblanza
Curtiss tenía experiencia como fabricante de bicicletas; y no tardo mucho tiempo en diseñar y construir un motor para impulsar estas bicicletas, introduciéndose de este modo en la incipiente industria motociclista. El 24 de enero de 1907 estableció con su motocicleta Curtiss V-8 un récord mundial de velocidad, con un registro de 219,5 km/h.
Ligeros y competentes, estos motores alimentados por gasolina fueron utilizados para equipar numerosos aviones de la época. En 1906 visitó a los Hermanos Wright para hablar sobre motores aeronáuticos. Se unió a la Aerial Experiment Association en 1907 por recomendación de Alexander Graham Bell.
Curtiss contribuyó de forma significativa al diseño y desarrollo de cuatro aviones designados Aerodrome nos. 1, 2, 3 y 4 y que se denominaron respectivamente Red Wing, White Wing, June Bug y Silver Dart.
En 1909 produjo independientemente su primer aeroplano, el Curtiss N.º 1, conocido como Gold Bug o Golden Flyer. Más adelante, con el Reims Racer (un modelo algo más amplio que el Gold Bug), ganó ese mismo año la Copa Gordon Bennet, en Reims, Francia.
Con el fin de obtener el premio de 10 000 dólares por efectuar un vuelo sobre el río Hudson, entre Albany y Nueva York, Curtiss modificó uno de sus modelos estándar, convirtiéndolo en el Hudson Flyer, un avión anfibio que presentaba un tren de aterrizaje de ruedas además de uno de flotadores para emergencias; con este modelo efectuó el vuelo previsto de 251 km sin ningún problema y recibió el premio.
Después de fabricar un único ejemplar Beachey Special para el piloto de exhibiciones Lincoln Beachey, la Curtiss Aeroplane Company, fundada el 1 de diciembre de 1910, se puso a trabajar seriamente en el diseño, construcción y venta de aviones. La producción incluía el monoplaza Modelo D, con un motor Curtiss de 40, 60 o 75 cv, que impulsaba hélices bipala y el biplaza Modelo E que utilizaba una serie similar de motores.
Glenn Curtiss fue el pionero en el diseño de hidrocanoas tanto de hélice impulsora como tractora ya antes de la Primera Guerra Mundial, y también un notorio exponente de la fabricación de hidroaviones.
Falleció en 1930 a consecuencia de complicaciones derivadas de una apendicitis.

## Reconocimientos
- Por un acto del Congreso de los Estados Unidos, el 1 de marzo de 1933 Curtiss recibió póstumamente la Cruz de Vuelo Distinguido, actualmente exhibida en el Smithsonian.
- Curtiss fue incluido en el Salón de la Fama Aeronáutico Nacional en 1964, en el Salón de la Fama del Motor de América en 1990, en el Salón de la Fama del Motociclismo en 1998,[3] y en el Salón de la Fama de los Inventores en 2003.
- El Museo Nacional del Aire y el Espacio de Estados Unidos del Instituto Smithsoniano conserva una colección de documentos originales de Curtiss,[4] así como una colección de aviones, motocicletas y motores.[5]
- El Aeropuerto LaGuardia originalmente se llamaba Glenn H. Curtiss Airport cuando comenzó a funcionar en 1929.
- El Glenn H. Curtiss Museum en Hammondsport está dedicado a la vida y el trabajo de Curtiss.